# Amphorophora stolonis
Amphorophora stolonis är en insektsart. Amphorophora stolonis ingår i släktet Amphorophora och familjen långrörsbladlöss. Inga underarter finns listade i Catalogue of Life.